# Inmigración estadounidense en Australia
Los australianos estadounidenses son ciudadanos australianos de ascendencia estadounidense, incluidos inmigrantes y residentes que descienden de migrantes de los Estados Unidos de América y sus territorios. Esto puede incluir personas de origen europeo, afroamericano, nativo americano, hispano o latinoamericano, asiático o isleño del Pacífico.

Personas nacidas en los Estados Unidos como porcentaje de la población de Australia dividida geográficamente por área local estadística, según el censo de 2011

Número de colonos permanentes que llegan a Australia desde los EE. UU. desde 1991 (mensual)

En el censo australiano de 2006, 71.718 residentes australianos declararon haber nacido en los Estados Unidos. Las concentraciones de residentes nacidos en Estados Unidos se encontraban en las ciudades de Sídney (16.339), Melbourne (11.130), Brisbane (6.057), Perth (5.558), Adelaida (2.862) y Canberra (1.970). También en el censo, los residentes podían nominar hasta dos ascendencias; 56,283 encuestados declararon tener ascendencia estadounidense con 3,901 que declararon tener ascendencia hispana, 1,798 personas declararon que poseen una ascendencia afroamericana, 3,936 declararon tener alguna ascendencia indígena nativa de América del Norte y 224 declararon tener ascendencia puertorriqueña.

## Historia de la comunidad
Los primeros estadounidenses en tocar tierra en Australia fueron tripulantes británicos del Endeavour al mando del Capitán Cook, que residió en Botany Bay en 1770. Una vez que se estableció una colonia permanente en Nueva Gales del Sur, "se desarrollaron vínculos comerciales casi exclusivamente con América del Norte".
El Reino Unido había utilizado las colonias de América del Norte, incluidos el Canadá y los Estados Unidos contemporáneos, para el transporte penal . Con la independencia de los Estados Unidos en la década de 1770, el gobierno británico buscó nuevas tierras para exiliar a los convictos y Australia se convirtió en la colonia carcelaria preeminente del Imperio Británico.
Desde la década de 1770 hasta la de 1840, los norteamericanos se establecieron en Australia principalmente como soldados y marineros británicos desmovilizados, como convictos (varios ciudadanos de los Estados Unidos fueron arrestados en el mar por delitos marítimos, juzgados y transportados) y como balleneros, cazadores de focas. o itinerantes. Muchos de estos colonos se trasladaron a Nueva Zelanda durante un tiempo y, a menudo, regresaron a Nueva Gales del Sur. Los afroamericanos tuvieron una presencia notable en los primeros puestos de avanzada británicos en Australia, generalmente después de un período de servicio en la Armada británica.
En la década de 1850, llegó un gran número de ciudadanos estadounidenses, generalmente después de períodos de la fiebre del oro en California. Estos inmigrantes se establecieron predominantemente en la zona rural de Victoria, donde el descubrimiento de oro había alentado a una gran colonia de buscadores y especuladores. Varios nacidos en Estados Unidos desempeñaron papeles eminentes en la Eureka Stockade, particularmente en lo que respecta a las formaciones paramilitares organizadas para la autodefensa por los mineros. Las autoridades coloniales sospechaban que los nacidos en Estados Unidos -entre otros, como los irlandeses- difundían el republicanismo .
En el momento de la Federación, en 1901, había 7.448 nacidos en los Estados Unidos en Australia. Alrededor de este tiempo, estos americanos-australianos eran notables en el movimiento obrero - incluyendo la formación de sindicatos y el Partido Laborista Australiano (de ahí Labor se escribe en la forma de América del Norte en lugar del Labour más común; sin embargo, ambas grafías fueron aceptables en inglés australiano en ese momento). A pesar de las influencias socioculturales norteamericanas, la opinión pública australiana desconfiaba de los propios Estados Unidos: la visita de la" Gran Flota Blanca "de la Armada de los Estados Unidos a Sídney y Melbourne en 1908 fue recibida con fanfarrias, [ pero provocó inmediatamente comentar que la Royal Navy (británica) debería hacer una demostración de fuerza aún mayor para reafirmar en los términos militares más fuertes la posición de Australia como garante del sudeste del Imperio Británico.
Durante la Segunda Guerra Mundial, más de un millón de soldados estadounidenses estuvieron en algún momento estacionado en Australia a pedido del gobierno australiano luego de la rendición de la guarnición británica en Singapur a los japoneses en 1941. Cuando terminó la guerra, 12.000 mujeres australianas emigraron a Estados Unidos como novias de guerra y 10.000 ciudadanos estadounidenses se establecieron en Australia, incluidos ex militares como maridos de guerra.
El Tratado ANZUS entre los Estados Unidos, Australia y Nueva Zelanda se firmó en 1951, bloqueando a los tres países en un pacto de defensa mutua. Esto aumentó los lazos sociales y políticos entre Australia y los Estados Unidos y llevó a Australia y Nueva Zelanda a enviar tropas a la Guerra de Vietnam en las décadas de 1960 y 1970; estas conexiones y el aumento de los viajes por todo el mundo alentaron a un mayor número de ciudadanos estadounidenses a migrar de forma permanente y en 1971. Había 39.035 residentes nacidos en los Estados Unidos en Australia

## Educación
La Escuela Internacional Estadounidense de Sídney se operaba anteriormente.